# Charadra nigracreta
Charadra nigracreta är en fjärilsart som beskrevs av Edwards 1884. Charadra nigracreta ingår i släktet Charadra och familjen Pantheidae. Inga underarter finns listade i Catalogue of Life.